# 特羅斯季亞涅齊 (科斯托皮爾區)
51°1′35″N 26°15′10″E / 51.02639°N 26.25278°E
特羅斯季亞涅齊（烏克蘭語：Тростянець），是烏克蘭西北部的村莊，隸屬里夫內州的里夫內區。該村面積1.25平方公里，海拔高度185米，2001年人口261，人口密度每平方公里208.8人。